# John Stephenson (zoologue)
John Stephenson (6 février 1871, à Padiham, Lancashire - 2 février 1933, à Londres) est chirurgien et zoologiste ,. Il est un expert de premier plan sur les  vers de terre du sous-continent indien et est rédacteur en chef de la série Fauna of British India à partir de 1927. Connaissant le persan, l'hindoustani et un peu d'arabe, il est également un érudit orientaliste et traduit plusieurs ouvrages du persan vers l'anglais .

## Biographie
Stephenson est né à Padiham et fait ses études à la Burnley Grammar School, est diplômé de l'Owen's College de Manchester et y obtient un B.Sc. (Lond.) en 1890 et MB, B.Chir. (Manc.) en 1893. Stephenson est médecin interne de 1893 à 1894 à la Manchester Royal Infirmary, puis en 1894 au Royal Hospital for Diseases of the Chest, à Londres . Il étudie également la zoologie sous A. Milnes Marshall. Il rejoint le Indian Medical Service en tant que lieutenant le 29 juillet 1895. Il devient capitaine le 29 juillet 1898, major le 29 janvier 1907 et lieutenant-colonel le 29 janvier 1915, prenant sa retraite avec ce grade le 6 septembre 1921 .
Le 14 décembre 1905, Stephenson est élu membre du Royal College of Surgeons de Londres. En 1909, il reçoit un doctorat honorifique (DSc) de l'Université de Londres .
Le Lahore Medical College ne trouve pas de professeurs qualifiés en zoologie et Stephenson est invité par son ami le lieutenant-gouverneur du Pendjab, Sir Denzil Ibbetson. En 1906, il devient professeur de biologie au Government College de Lahore et en 1912, il devient professeur de zoologie et également directeur du Collège. Il conserve ces postes jusqu'à ce qu'il quitte le service médical indien au début de 1920 et retourne en Grande-Bretagne. En 1912, il est élu Fellow de la Royal Society of Edinburgh avec comme proposants Charles Robertson Marshall, Arthur Robinson, D'Arcy Wentworth Thompson et William Peddie. Il remporte la médaille Keith de la Société pour la période de 1917 à 1919 . Il est nommé CIE en 1919. De 1920 à 1929, il est chargé de cours en zoologie à l'Université d'Édimbourg .
Stephenson maîtrise l'hindoustani, le persan et étudie ensuite le pashtu, le pendjabi et a une certaine connaissance de l'arabe. Il traduit en anglais et publie en 1910 le Hadiqat al Haqiqa, œuvre du poète soufi Sanā'i ,. Il quitte l'Université d'Édimbourg en 1929 pour travailler au Musée d'histoire naturelle de Londres en tant que rédacteur en chef de la série Fauna of British India  après la mort d'Arthur Everett Shipley .
En 1895, il épouse Gertrude Bayne, mais n'a pas d'enfants.
En 1912, il devient membre de la Royal Society of Edinburgh , en 1919, Commandeur de l'Ordre de l'Empire des Indes et en 1930, membre de la Royal Society.